# كاتشانيفكا
قصر كاتشانيفكا (بالأوكرانية: Качанівка)‏ و (بالروسية: Качановка)‏: هي واحدة من العديد من الممتلكات الريفية؛ التي بُنيت على يد بيوتر روميانتسيف، نائب إمبراطورة روسيا الصغرى كاترين الثانية. يقع على ضفة نهر سموش [الإنجليزية] بالقرب من قرية بيتروشيفكا في بريلوكي رايون، مقاطعة تشيرنيهيف، أوكرانيا. ولعل أشهر عقارات روميانتسيف في المنطقة هو سكن غوميل.
تم تشييد مقر إقامة كاتشانيفكا في سبعينيات القرن الثامن عشر وفقًا لتصميمات العمارة الكلاسيكية الجديدة؛ التي قام بتصميمها كارل بلانك. يعود تاريخ الكنيسة ومزرعة البرتقال والقفص وبرج المياه والعديد من المباني الأخرى إلى القرن التاسع عشر. بعد وفاة نيكولاي روميانتسيف، انتقلت الملكية إلى عائلة تارنوفسكي. كان واسيل تارنوفسكي مهتمًا بتاريخ أوكرانيا وجمع مجموعة من الأسلحة التي كانت مملوكة للهيتمان في أوكرانيا. من بين زوار كاتشانيفكا في القرن19 نيقولاي غوغول، تاراس شيفتشينكو، إيليا ريبين، ميخائيل فروبيل، وميخائيل غلينكا (الذي عمل في أوبراه حياة للقيصر في الصيف).

## روابط خارجية
- الموقع الرسمي
 باللغة الأوكرانية